# Uzbekos en Pakistán
Uzbekos en Pakistán está formado por inmigrantes uzbekos originarios de Uzbekistán y Afganistán (alrededor del 7,3% de los afganos en Pakistán son uzbekos). La guerra afgano-soviética ha sido una gran causa por la llegada de uzbekos a Pakistán. En 1981, los refugiados afganos de Turkestán en Pakistán se trasladaron a Turquía para unirse a las comunidades existentes de Kayseri, Izmir, Ankara y Zeytinburnu.
Se encuentran principalmente en el noroeste de Pakistán, que comprende las áreas de Khyber Pakhtunkhwa  (en particular Peshawar), Gilgit-Baltistan. Además, se cree que los militantes uzbekos aliados de al-Qaeda del Movimiento Islámico de Uzbekistán y la Unión de la Jihad Islámica residen en las Áreas Tribales de Administración Federal. Se predijo que su número en su apogeo estaría entre 500 y 5.000.  En la actualidad, se cree que solo unos pocos cientos de militantes extranjeros de diversas nacionalidades permanecen en Pakistán, la mayoría fue asesinada por la Operación Zarb-e-Azb del ejército pakistaní lanzada en 2014, o trasladándose a otros escenarios del conflicto yihadista, como Siria.

## Relaciones Pakistán - Uzbekistán
Son socios comerciales importantes. Cooperan en agricultura, construcción de máquinas, y en pequeña y medianas empresas. En el año 2017 se inició desde la embajada de Uzbekistán en Islamabad la marca “Hecho en Uzbekistán”. En ese año el intercambio comercial entre ambos países totalizó US$ 36,2.